# Пневматический институт
Пневматический институт (англ. Pneumatic Institution, также называемый Pneumatic Institute, полное название Bristol Pneumatic Institution) —  медицинский лечебно-исследовательский центр в Бристоле, Англия, существовавший в 1799—1802 годах.
После того, как Антуан Лавуазье установил роль кислорода в дыхании животных, члены Лунного общества, включая Джозефа Пристли, создали пневматическую химию, которая в конечном итоге привела к созданию в Англии соответствующего пневматического учреждения.

## История
Герцогиня Девонширская, которая была хорошо образована в области химии, в декабре 1793 года посетила учёного Томаса Беддоуса в его бристольской лаборатории, находящейся на Hope Square. Беддоус занимался исследованием и лечением туберкулёза и проводил в своей клинике исследования различных газов для лечения этого заболевания. Во время второго визита герцогини была сформулирована идея замены существующего амбулаторного учреждения медицинским лечебно-исследовательским центром (институтом). В 1794 году она пыталась убедить сэра Джозефа Бэнкса, который в то время был президентом Лондонского королевского общества, поддержать Томаса Беддоуса, но Бэнкс отказался, сославшись на симпатии учёного к Французской революции.
Томас Беддоус переехал в Бристоль из Оксфорда в 1793 году и зарекомендовал себя как квалифицированный врач. Свою клинику по лечению больных туберкулёзом организовал на площади Hope Square в бристольском район Hotwells, которую посещали многие больные в надежде на излечение. В 1794 году Беддос заказал в компании Boulton and Watt специальный воздушный аппарат и одним из первых его «пневматических пациентов» был Mr Knight of Painswick. В марте 1795 года врач сообщал об успешном лечении ряда паралитических пациентов и заказал новый кислородный прибор для Mr Gladwell in Clifton. По 1798 год Беддоус собрал и опубликовал множество историй болезни, присланных ему другими симпатизирующими ему врачами, касающихся главным образом лечения вдыханием кислорода и водорода. В ноябре 1798 года он арендовал два здания на Dowry Square в районе Hotwells, а в марте 1799 года официально объявил о создании Пневматического института, где предполагалось одновременно проводить медицинские исследования и лечение больных. В научно-лечебном учреждении с лабораториями, больницей на 10 мест и поликлиническим отделением широко проводились испытания ингаляций кислорода, водорода, азота и некоторых недавно открытых углеводородов, создавались и испытывались первые ингаляторы, спирометры, баллоны для сжатых газов и другое оборудование. 

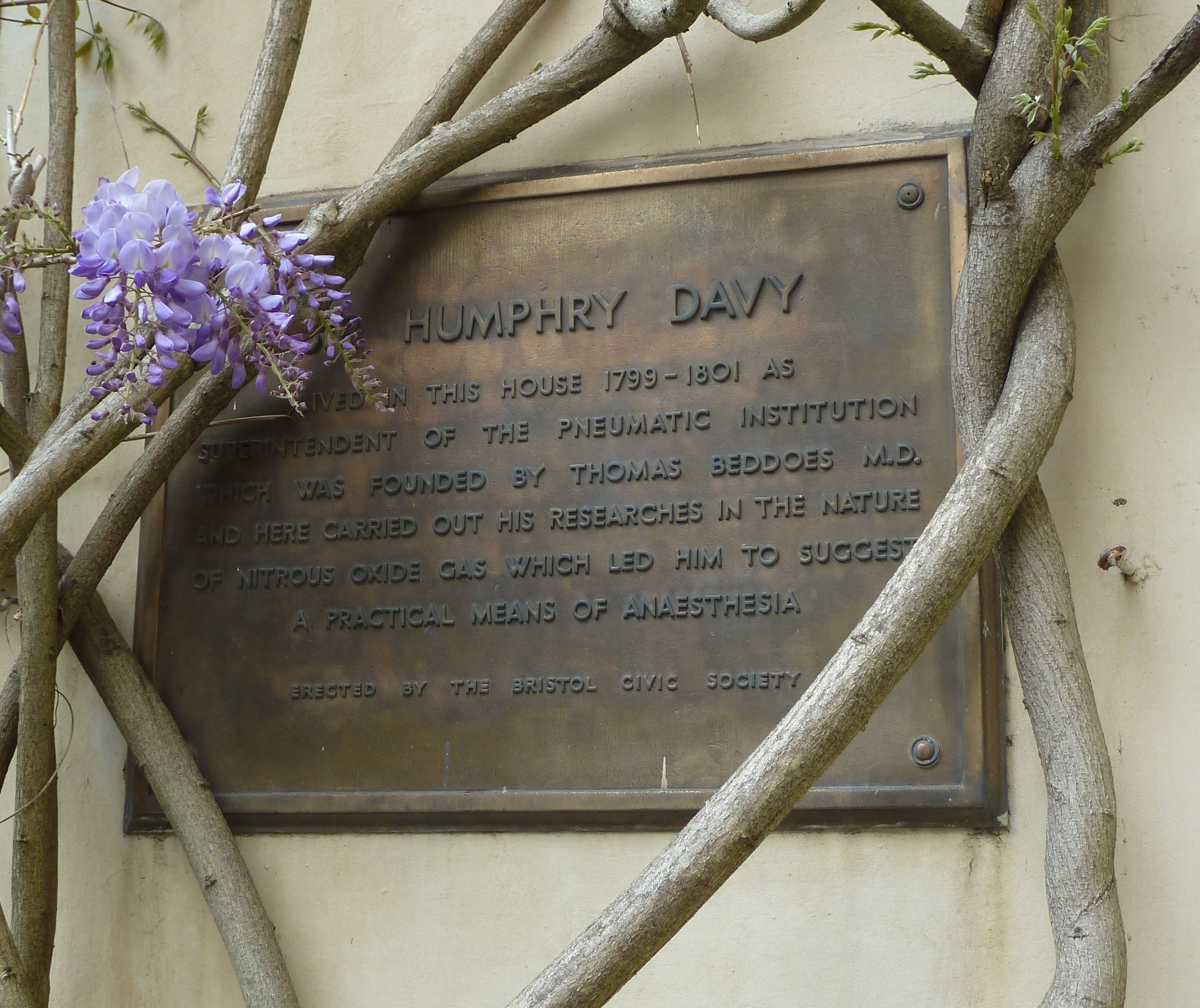
Памятная доска Гемфри Дэви и его лаборатории

Один из ученых, с которым вел переписку Томас Беддоус был талантливый  британский химик и физик Гемфри Дэви. Беддоус пригласил Дэви химиком в свой Пневматический институт, куда Гемфри поступил в 1798 году и впоследствии возглавил лабораторию. Здесь он провел эксперименты, которые включали в себя вдыхание закиси азота, который он назвал веселящим газом из-за его эффектов. Дэви также заметил, что при вдыхании большого количества газа он действует как наркотик и анестезирующее средство. Лечение проводилось бесплатно на добровольной основе; хотя первоначальная цель состояла в лечении больных туберкулезом, большинство пациентов страдали и лечились от той или иной формы паралича.

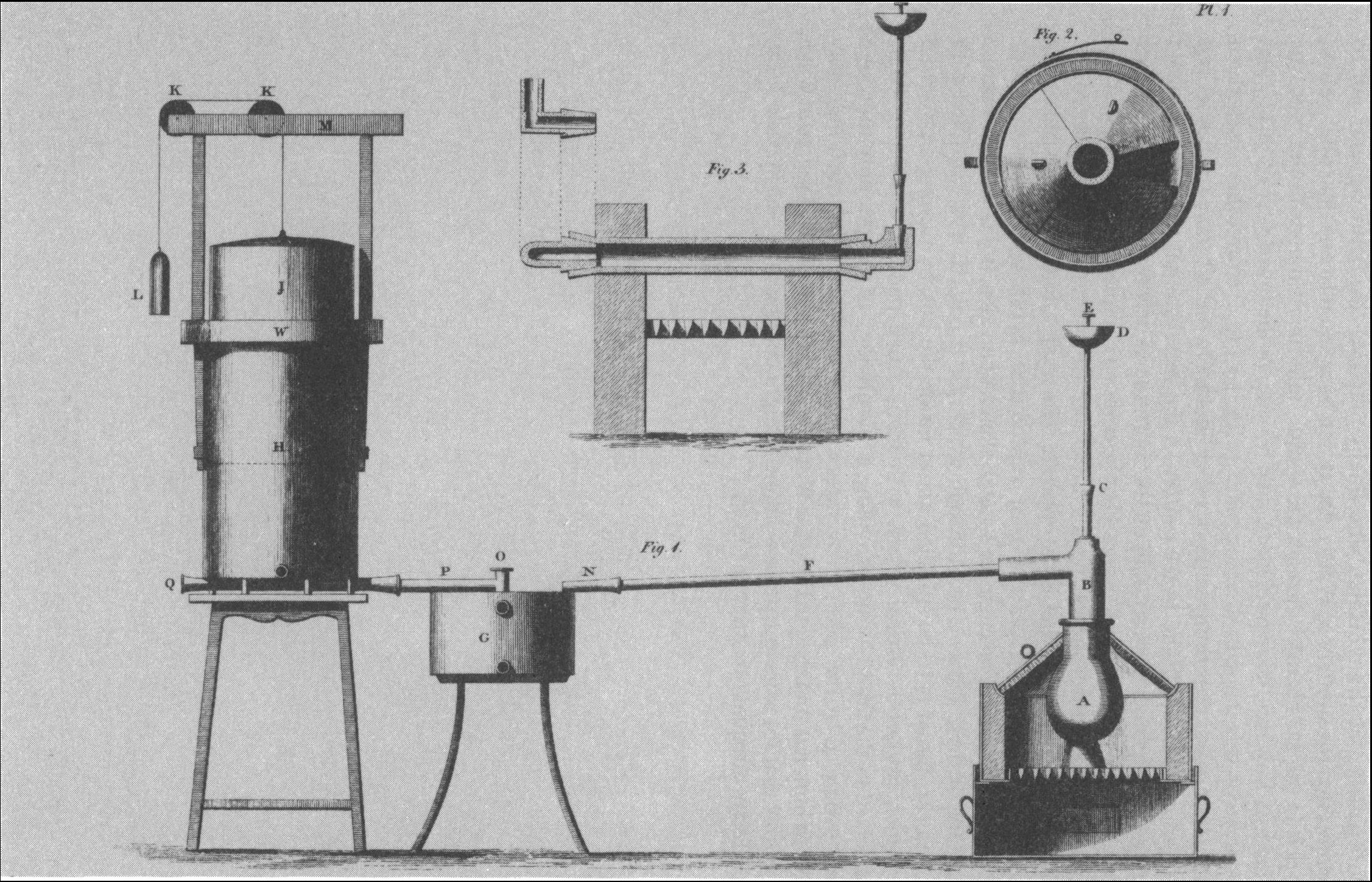
Аппарат Д. Уатта и Т. Беддоуса для ингаляций и кондиционирования воздуха (1795)

Открывшееся медицинское учреждение поддержал выдающийся Джеймс Уатт, так как обычные методы лечения не помогали больному туберкулезом легких его сыну, а также дочери Джесси. В последние дни болезни Джесси Уатт, по совету Эразма Дарвина, обратился к Беддоусу, чтобы провести его дыхательное лечение, и, хотя у врача не было подходящего аппарата, он устроил так, чтобы девочка дышала углекислым газом. Однако лечение, что неудивительно, не оказало благотворного эффекта, и дочь Джеймса Уатта умерла. В связи с этим Уатт самостоятельно и в сотрудничестве с Беддуосом сконструировал много приборов для лечения различными газами.
Общественный интерес к «пневматической медицине» угас достаточно быстро; причиной тому было отсутствие какой-либо научной основы применения газов при различных болезнях. Через некоторое время эта медицина была запрещена, Пневматический институт был закрыт в 1802 году и был преобразован в обычную больницу. Несмотря на это, исследования Томаса Беддоуса, Гемфри Дэви и его коллег заложили основу современной респираторной терапии: впервые был применён с лечебной целью кислород; разработаны основы аэрозольной терапии; измерена общая ёмкость лёгких методом разведения водорода. А многие методы и инструменты, разработанные Джеймсом Уаттом для Пневматического института, до сих пор используются в современной медицине.